# Wedgewood
Wedgewood – jednostka osadnicza w Stanach Zjednoczonych, w stanie Michigan, w hrabstwie Wexford.